# Іммануель Блох
Іммануель Блох (нім. Immanuel Bloch; нар. 16 листопада 1972, Фульда, Західна Німеччина) — німецький фізик-експериментатор. Досліджує квантові багаточастинкові систем з використанням ультрахолодних атомних і молекулярних квантових газів. Відомий роботою над атомами в штучних кристалах світла, оптичними ґратками, особливо першою реалізацією квантового фазового переходу від слабко взаємодійного надплинного до сильно взаємодійного ізоляційного стану речовини за Моттом.

## Кар'єра
1995 року вивчав фізику в Боннському університеті, після чого відбув однорічний дослідницький візит до Стенфордського університету. 2000 року здобув ступінь доктора філософії, працюючи під керівництвом Теодора В. Генша в Університеті Людвіга — Максиміліана в Мюнхені. Тема дисертації: Atomlaser und Phasenkohärenz atomarer Bose-Einstein-Condensate. Як керівник молодшої групи, продовжив роботу в Мюнхені та розпочав роботу над ультрахолодними квантовими газами в оптичних ґратках. 2003 року перейшов на посаду повного професора з експериментальної фізики в Університеті Майнца, де залишався до 2009 року.
2008 року Блоха призначено науковим директором нещодавно заснованого відділу квантових систем багатьох тіл в Інституті квантової оптики Макса Планка в Гархінгу. Від 2012 року був заступником декана фізичного факультету Мюнхенського університету імені Людвіга — Максиміліана та керівним директором Інституту квантової оптики Макса Планка.

## Дослідження
Робота Блоха зосереджена на дослідженні квантових багаточастинкових систем із використанням ультрахолодних атомів, що зберігаються в потенціалах оптичної решітки. Серед іншого, він відомий реалізацією квантового фазового переходу від надплинного матеріалу до ізолятору Мотта, в якому ультрахолодні атоми вперше переведено в режим сильних кореляцій, що дозволило імітувати поведінку сильно корельованих матеріалів. Експериментальні ідеї базувались на теоретичній пропозиції Пітера Цоллера і Іґнасіо Сірака. Інші його роботи включають спостереження газу Тонкса — Жирардо, що складається зі сильно взаємодійних бозонів в одному вимірі, виявлення колапсів і відроджень хвильової функції конденсату Бозе — Ейнштейна через взаємодії, та використання кореляцій квантового шуму для спостереження зв'язування і антизв'язування Генбері Брауна і Твісса для бозонних і ферміонних атомів (одночасно з групою Алена Аспе). 2010 року його дослідницька група змогла реалізувати візуалізацію з роздільною здатністю в один атом і адресацію ультрахолодних атомів, утримуваних в оптичній ґратці. Більшу частину роботи, пов'язаної з цим, виконано в групі Маркуса Ґрейнера.

## Нагороди
2005 року відзначений премією Міжнародної комісії з оптики. 2011 року отримав премію EPS за фундаментальні аспекти квантової електроніки та оптики Європейського фізичного товариства.
2013 року Блоха нагороджено Європейською науковою премією Кербера і International Senior BEC Award. 2015 року отримав премію Гарві від Ізраїльського інституту Техніон. 2024 року отримав медаль Штерна — Ґерлаха Німецького фізичного товариства. 
Член Німецької академії наук Леопольдина та зовнішнім членом Канадського інституту перспективних досліджень.